# 날아라 펭귄
"날아라 펭귄" 은 2009년에 개봉한 대한민국의 영화이다.

## 줄거리
9살 승윤의 교육을 위해 최선을 다하고 싶은 승윤엄마, 또래의 다른 아이들을 보면 어쩌면 승윤이를 지금 보다 더 많은 학원에 보내야 하는 게 아닌가 고민된다. 아직 어린 아들을 지나치게 몰아세우는 아내가 못마땅한 승윤아빠도 가끔씩 승윤이와 놀아주는 것 외에는 특별한 방법이 없는 현실이 갑갑하다.
채식인에 술은 입에도 못 대는 신입사원 주훈에게 자신을 유별나다고 생각하는 선배들과의 회사생활은 그리 만만치 않다. 화끈한 성격으로 선배들과 잘 어울리던 주훈의 입사동기, 미선도 회사복도에서 흡연을 들킨 이후 선배들과의 관계가 예전 같지 않다.
아이들과 아내 없는 일상이 서글프지만 그들을 위해 쓸쓸히 빈집을 지키는 기러기 아빠 권과장. 가끔은 너무 외롭기도 하지만 우연히 만난 딸의 친구로부터 부럽다는 말을 들으면, 아이들을 위해 자신이 더 참아야 한다고 생각하며 오늘도 힘을 낸다.
늦은 나이 큰 용기를 가지고 운전면허를 따온 날, 차를 팔아버린 남편을 보며 더 이상 권위적이기만한 남편을 받아들일 수 없다고 결심한 송여사. 그녀의 이혼요구에 당황스럽고 또 혼자 살아갈 일이 걱정도 되는 권선생. 그렇다고 50년 넘게 지켜온 자존심을 쉽게 꺾을 수는 없다.

## 캐스팅
- 문소리 : 송희정 역
- 박원상 : 승윤 부 역
- 손병호 : 권 과장 역
- 최규환 : 이주훈 역
- 박인환 : 권 노인 역
- 정혜선 : 송 여사 역
- 안도규 : 최승윤 역
- 조진웅 : 한창수 역
- 오창경 : 지나던 차량 남 역
- 최찬숙 : 금자할머니역